# Viererzeichen

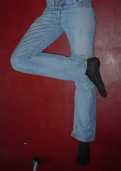
Viererzeichen

Das Viererzeichen (Patrick-Test) ist eine einfache manuelle Untersuchungsmethode. Bei der Untersuchung von orthopädischen Patienten wird es als einer von mehreren klinischen Tests bei der Funktionsprüfung des Hüftgelenks und des Iliosakralgelenks oder der unteren Wirbelsäule eingesetzt. Ein positives Viererzeichen findet man bei einem Morbus Perthes (juvenile Hüftkopfnekrose) und auch bei anderen Erkrankungen des Hüftgelenks (z. B. Coxitis) und des Iliosakralgelenks. 

## Durchführung
Beim Vierertest werden gleichzeitig mehrere Bewegungsmöglichkeiten des Hüftgelenks wie Flexion, Abduktion und Außenrotation (Komplexfunktionstest) geprüft. Dabei wird im Liegen der Fuß des zu beurteilenden Beines so an das Kniegelenk des anderen Beines gelegt, dass eine Beugung von ca. 45° im Hüft- und 90° im Kniegelenk entsteht. Bei gesunden Patienten wird durch die Einnahme der beschriebenen Haltung von oben betrachtet eine 4 beschrieben. Nun soll der Patient das Bein nach außen so spreizen, dass es sich der Unterlage maximal annähert; dabei hält der Untersuchende das Hüftgelenk der Gegenseite an der Unterlage fest. Der minimale Abstand der Außenseite des Knies (Condylus lateralis femoris) zur Unterlage sollte dabei weniger als 20 cm betragen. Wenn dieser Abstand größer ist, weil beispielsweise im erkrankten Hüftgelenk die Abduktion bei gleichzeitiger Außenrotation eingeschränkt ist, spricht man von einem positiven Viererzeichen. Der Test ist besonders im Seitenvergleich der Hüftgelenke aussagekräftig. Bleibt der Patient passiv und das Knie wird vom Untersuchenden nach unten gedrückt, kann auch das Auftreten von Schmerzzeichen im Hüftgelenk beurteilt werden.
Wenn das gegenseitige Hüftgelenk bei der Untersuchung nicht fixiert wird, kommt es zusätzlich zur Rotation der Lendenwirbelsäule. Dies wird zur Untersuchung einer möglichen Schmerzhaftigkeit in diesem Bereich ausgenutzt, wobei das Knie in Richtung Unterlage gedrückt wird. Bei typischen Erkrankungen wie dem Facettensyndrom (Arthrose der kleinen Wirbelgelenke) kommt es dabei zu Schmerzen im Rücken mit einer Schmerzausstrahlung in die Beine. Eine vorherige Schmerzhaftigkeit im Hüftgelenk muss ausgeschlossen sein.